# Etikettierung
Etikettierung mittels Etikettiermaschinen bedeutet das Aufbringen von Etiketten auf Gegenstände. Ein wichtiges Anwendungsgebiet ist das Etikettieren von Getränkeflaschen aus Glas oder Kunststoff. Unterschieden werden verschiedene Verfahren:

## Kaltleim-Etikettierung
Papieretiketten werden in der Regel mit Hilfe eines wasserbasierten Leims verklebt. Je nach Anwendungsfall eignen sich Kaseinleime, Stärkeleime oder Dispersionsleime. Der häufigste Anwendungsfall findet sich in der Getränkeindustrie bei der Etikettierung von Mehrweg-Glasflaschen oder Mehrweg-Kunststoffflaschen mit Rumpf-, Hals- und/oder Rückenetiketten. Auch Aluminium-Halsfolien können mit dem Verfahren aufgebracht werden.

## Heißleim-Etikettierung
Die Heißleim-Etikettierung wird meist für Rundumetiketten angewandt. Dabei wird das Etikett nicht ganzflächig verklebt, sondern nur am Anfang und am Ende mit je einem Streifen Schmelzklebe-Heißleim fixiert.
Die Etiketten können der Maschine auf zwei verschiedene Arten zugeführt werden. Entweder wird eine Rolle aus bedruckter Kunststofffolie in einzelne Etiketten zerschnitten (häufigster Anwendungsfall: Einwegflaschen aus Kunststoff), oder das fertig gestanzt angelieferte Etikett (meist aus Papier) wird aus einem Magazin entnommen (zur Etikettierung von Kunststoff-Einwegflaschen und auch von Konservendosen).

## Selbstklebe-Etikettierung
Auf einer Trägerfolie sitzende Etiketten (Selbstklebeetiketten) werden durch das 180°-Umlenken um eine Spendekante von der Trägerfolie gelöst und auf den vorbeifahrenden Behälter aufgeklebt. Dieses Verfahren ist im Non-Food-Bereich sehr verbreitet und wird seit einigen Jahren auch immer häufiger für hochwertige Getränkeflaschen verwendet (häufigster Anwendungsfall: Kosmetikartikel und Premium-Einwegflaschen im "No Label Look"). WashOff-Etiketten sind Selbstklebeetiketten für Glas-Mehrwegflaschen. Die Etiketten lassen sich in industrieüblichen Waschanlagen ablösen, ohne die bestehende Infrastruktur verändern zu müssen.

## Sleeve-Etikettierung
Ein schlauchförmiges Etikett wird von oben über den Behälter gezogen. Man unterscheidet zwischen "Shrink Sleeves", die sich anschließend durch Hitze an die Behälterkontur anschmiegen und "Stretch Sleeves", die zum Aufbringen elastisch gedehnt werden. Shrink Sleeves werden vor allem für konturierte Einweg-Behälter verwendet, Stretch Sleeves am häufigsten für Mineralwasser-Mehrwegflaschen aus Kunststoff.